# Jake Pelkington
John Francis Robert "Jake" Pelkington jr. (nacido el 3 de enero de 1916 en Nueva York y fallecido el 1 de mayo de 1982 en Fort Wayne, Indiana) fue un jugador de baloncesto estadounidense que disputó una temporada en la NBA, además de jugar en la ABL y la NBL. Con 1,98 metros de estatura, jugaba en la posición de ala-pívot.

## Trayectoria deportiva

### Universidad
Jugó durante su etapa universitaria con los Jaspers del Manhattan College.

### Profesional
Comenzó su etapa profesional en los New York Jewels de la ABL en 1936, con los que jugó cuatro temporadas, siendo la más destacada la última de ellas, en la que promedió 6,0 puntos por partido. En 1940 fichó por los Akron Goodyear Wingfoots de la NBL, con los que jugó una temporada, en la que fue el segundo mejor anotador de su equipo, promediando 7,7 puntos por partido, siendo elegido por primera vez en el segundo mejor quinteto de la liga.
En 1942 fichó por los Fort Wayne Pistons, con los que jugó siete temporadas, seis de ellas en la NBL, destacando la primera de ellas, en la que promedió 10,3 puntos por partido, sólo superado dentro de su equipo por Bobby McDermott. En 1944 y 1945 repitió posición en el segundo mejor quinteto de la NBL, además de aparecer en 1945 y 1947 en el segundo mejor quinteto del World Professional Basketball Tournament, un torneo que se disputaba al margen de la liga. Acabó su participación en la liga como décimo máximo anotador de toda la historia de la competición, con 1.949 puntos anotados.
En 1948 el equipo accedió a la BAA, y tras 14 partidos disputados fue traspasado a los Baltimore Bullets a cambio de Leo Mogus. Con 33 años cumplidos, fue el segundo mejor anotador del equipo, promediando 11,8 puntos por partido, únicamente superado por Connie Simmons.

#### Estadísticas en la BAA

##### Temporada regular
| Temporada | Edad | Equipo             | Liga | Pos. | P  | TIT | MIN | TC  | TCA | %TC  | 3P | 3PA | %3P | TL  | TLA | %TL  | R.OF. | R.DEF. | REB | ASIS | ROB | TAP | PER | FP  | PTS  |
| 1948-49   | 33   | TOTAL              | BAA  |      | 54 |     |     | 3.6 | 8.7 | .412 |    |     |     | 3.9 | 4.9 | .790 |       |        |     | 2.4  |     |     |     | 4.0 | 11.1 |
| 1948-49   | 33   | Fort Wayne Pistons | BAA  |      | 14 |     |     | 2.4 | 7.4 | .317 |    |     |     | 4.1 | 5.4 | .773 |       |        |     | 2.3  |     |     |     | 3.9 | 8.9  |
| 1948-49   | 33   | Baltimore Bullets  | BAA  |      | 40 |     |     | 4.0 | 9.1 | .438 |    |     |     | 3.8 | 4.8 | .797 |       |        |     | 2.5  |     |     |     | 4.1 | 11.8 |
| Total     |      |                    | BAA  |      | 54 |     |     | 3.6 | 8.7 | .412 |    |     |     | 3.9 | 4.9 | .790 |       |        |     | 2.4  |     |     |     | 4.0 | 11.1 |